# Hertugdømmet Trakai
Hertugdømmet Trakai var en underopdeling af Storhertugdømmet Litauen i det 14. og tidlige 15. århundrede. Hertugen af Trakai var en vigtig position i landet, og tilfaldt normalt enten storhertugen af Litauen selv eller hans næstkommanderende.

## Hertuger af Trakai
- Kęstutis (1337–1382)
- Skirgaila (1382–1392)
- Vytautas (1392–1413)